# Ole Holsti
Olavi Rudolf Holsti (7 août 1933 - 2 juillet 2020) était un politologue et universitaire américain. Il a occupé le poste de professeur émérite de science politique George V. Allen à l'Université Duke. Il était connu pour ses écrits sur les affaires internationales, la politique étrangère américaine, l'analyse de contenu, la prise de décision en politique et diplomatie, et les crises.

## Parcours
Holsti est né à Genève, en Suisse, le 7 août 1933. Il a obtenu son baccalauréat ès arts diplôme de l'Université Stanford en 1954, son maître ès arts en enseignement de l'Université Wesleyenne en 1956, et son doctorat de l'Université de Stanford en 1962.  
Holsti a travaillé à l'Université de Stanford en tant qu'instructeur au Département de science politique (1962-1965), coordinateur de recherche et directeur associé des études sur les conflits internationaux et l'intégration (1962-1967) et professeur adjoint au Département de science politique (1965 –1967). Il a déménagé à l'Université de la Colombie-Britannique en 1967, où il a travaillé comme professeur adjoint au Département de science politique (1967–1971) avant de devenir professeur (1971–1974).  
Holsti a enseigné à l'Université de Californie à Davis en tant que professeur au Département de science politique (1978–1979) avant de rejoindre la faculté de l'Université Duke. Il est devenu professeur émérite en 1998.
Son frère Kalevi Holsti est également politologue. Leur père, Rudolf Holsti, a été ministre des Affaires étrangères de la Finlande.

## Modèle inhérent de mauvaise foi
Le « modèle inhérent de mauvaise foi » du traitement de l'information est une théorie de la psychologie politique qui a été mise en avant par Holsti pour expliquer la relation entre les croyances de John Foster Dulles et son modèle de traitement de l'information. C'est le modèle de l'adversaire le plus étudié. Un État est présumé implacablement hostile et les contre-indicateurs de cet état de fait sont ignorés. Ils sont rejetés comme des stratagèmes de propagande ou des signes de faiblesse. Des exemples sont la position de John Foster Dulles concernant l'Union soviétique, ou la position initiale d'Israël sur l'Organisation de libération de la Palestine.